# Seweryn Bialer
Seweryn Bialer (ur. 3 listopada 1924 w Łodzi, zm. 8 lutego 2019 w Nowym Jorku) – polski sowietolog, profesor (profesor imienny) nauk politycznych na Columbia University. Był dyrektorem stworzonego przez Zbigniewa Brzezińskiego Instytutu Badań nad Przemianami Międzynarodowymi.

## Życiorys
Syn Wiktora i Marii. W 1942 dołączył do podziemnego ruchu antyfaszystowskiego w Łodzi. Od lutego 1944 do maja 1945 więzień obozu koncentracyjnego Auschwitz i Friedland/Niederschlesien (Dolny Śląsk).
W 1945 wstąpił do Milicji Obywatelskiej. Był m.in. słuchaczem Centrum Wyszkolenia MO w Słupsku (1945) oraz Centrum Szkolenia Oficerów Polityczno-Wychowawczych MO w Łodzi (1945–1946), szefem wydziału politycznego CW MO w Słupsku (1946–1947), p.o. szefa sekcji wyszkolenia w Zarządzie Polityczno-Wychowawczym Komendy Głównej MO (1947–1949), zastępcą naczelnika wydziału szkolenia zawodowego w Oddziale Szkoleniowo-Politycznym KG MO (1949–1951) w stopniu kapitana.
Od czerwca 1951 do 31 stycznia 1956 funkcjonariusz w Wydziale Propagandy Komitetu Centralnego PZPR, lektor KC PZPR, wykładowca Instytutu Nauk Społecznych przy KC PZPR, Szkoły Głównej Planowania i Statystyki, pracownik naukowy Zakładu Nauk Ekonomicznych Polskiej Akademii Nauk i publicysta Trybuny Ludu.
W 1956 uciekł do Berlina Zachodniego i udzielił wywiadu Radiu Wolna Europa, ujawniając kulisy władzy w PRL. Wywiad ten został spisany i wydany przez wydawnictwo RWE pod tytułem „Wybrałem prawdę”. W 1957 był świadkiem komisji Kongresu USA, która badała infiltrację USA przez agentów i informatorów radzieckich. Jego relacje przed komisją tłumaczył Jan Karski.
W 1983 otrzymał MacArthur Fellowship (nagroda jest potocznie nazywana „grantem dla geniuszy”).
Dwukrotnie obronił pracę doktorską – w Instytucie Nauk Społecznych przy KC PZPR (1955) oraz na Columbia University (1966).
Zmarł 8 lutego 2019 w swoim domu na Manhattanie.

## Publikacje
- Radicalism in the contemporary age, Vol. 1: Sources of contemporary radicalism, pref. by Zbigniew Brzezinski, Boulder, Col.: Westview Press 1977
- Radicalism in the contemporary age, Vol. 2: Radical visions of the future, pref. by Zbigniew Brzezinski, Boulder, Col.: Westview Press 1977
- Radicalism in the contemporary age, Vol. 3: Strategies and impact of contemporary radicalism, pref. by Zbigniew Brzezinski, Boulder, Col.: Westview Press 1977
- Stalin’s successors: leadership, stability, and change in the Soviet Union, Cambridge: Cambridge Univ. Press 1980
- The domestic context of Soviet foreign policy, ed. by Seweryn Bialer, Boulder: Westview Press – London: Croom Helm 1981 (wyd. 2 – 1982)
- Stalin and his generals: Soviet military memoirs of World War II, ed. by Seweryn Bialer, Boulder, Col. – London: Westview Press 1984
- The Soviet paradox: external expansion, internal decline, New York: A.A. Knopf, 1987
- (współautor: Michael Mandelbaum), The global rivals, New York: A.A. Knopf 1988
- Gorbachev’s Russia and American foreign policy, ed. by Seweryn Bialer and Michael Mandelbaum, Baulder – London: Westview Press 1988
- Soviet-American relations after the cold war, ed. by Robert Jervis and Seweryn Bialer, Durham – London: Duke University Press 1991